# 砂川秀樹
砂川 秀樹（すながわ ひでき、1966年 - ）は、日本の文化人類学者。東京大学大学院総合文化研究科博士課程単位取得満期退学。

## 経歴
沖縄県生まれ。3歳で兵庫県尼崎市へ引っ越したのち、小学校2年生から大学入学までを再び沖縄で暮らす。都留文科大学を卒業後に塾の講師をしながらHIVやAIDSに関する社会活動を始める。2008年、東京大学大学院で「セクシュアリティと都市的社会空間の編成 :新宿二丁目における「ゲイ・コミュニティ」意識形成の背景に関する分析から」で学術博士号を取得。2000年には実行委員長として「東京レズビアン&ゲイパレードパレード2000」に参加。2005年から東京プライドパレードに関与する様になり、2008年には代表に就任した。2009年の東京プライドフェスティバル、2010年の東京プライドパレードでは実行委員長を兼ねた。2011年4月、故郷の沖縄に戻り、その年に「レインボーアライアンス沖縄」を設立。2013〜2016年に沖縄初のプライドイベント「ピンクドット沖縄」を開催（宮城由香氏とともに共同代表を務めた）。
NHK教育テレビの「ハートをつなごう」に出演した他、東京大学や筑波大学でも非常勤講師を務めている。生きづらさを抱えた大人たちのフリースクール「雫穿大学」のアドバイザーを務めている。

## 著書

### 単著
- 『性的なものはプライベートなものか？』グラディ出版、2013年（電子書籍）
- 『新宿二丁目の文化人類学　ゲイコミュニティから都市をまなざす』太郎次郎社エディタス、2015年
- 『カミングアウト』 朝日新書、2018年

### 共著
糸数貴子、新垣栄、西智子『窓をあければ ボーダーブックス3　暮らしの中のジェンダー話』ボーダーインク、1999年

### 監修・編集
- 『パレード―東京レズビアン&ゲイパレード2000の記録』ポット出版、2001年
- RYOJIと共編『カミングアウト・レターズ』 太郎次郎社エディタス、2008年

## 出演番組
- 「ハートをつなごう」 NHK教育